# Championnat de France de rugby à XV 1952-1953
Navigation
1951-1952 1953-1954
Le championnat de France de rugby à XV de première division 1952-1953 (appelé Championnat Fédéral) est disputé par 64 clubs groupés en huit poules de huit. Les deux premiers de chaque poule, soit 16 clubs, disputent la phase finale à partir de huitièmes de finale.
Le championnat est remporté par le FC Lourdes qui bat le Stade montois en finale.

## Contexte
Le Tournoi des Cinq Nations 1953 est remporté par l'Angleterre, la France termine quatrième.
Le Challenge Yves du Manoir est remporté par le FC Lourdes qui a battu la Section paloise en finale 8-0.
Lourdes réussi donc son premier doublé.

## Phase de qualification
On indique ci-après les huit poules de huit, le nom des clubs qualifiés pour les 8e de finale est en gras. 
En cas d'égalité de points, les équipes sont départagées à la différence de points marqués dans les matchs entre les équipes concernées.
| 1. FC Lourdes 42 pts 2. Stade Lavelanet 31 pts 3. CA Brive 29 pts 4. US Montauban 29 pts 5. US Dax 29 pts 6. CA Bègles 29 pts 7. US Marmande 21 pts 8. CASG Paris 14 pts À égalité à 29 points, la différence de points marqués entre en compte dans les matchs entre eux: Brive (+13), Montauban (+3), Dax (-5) et Bègles (-11). | 1. USA Perpignan 36 pts 2. AS Roanne 34 pts 3. Union Montélimar Sportive 30 pts 4. Paris UC 28 pts 5. USA Limoges 28 pts 6. US Romans-Péage 26 pts 7. RC Chalon-sur-Saône 25 pts 8. Stade Dijon 16 pts Paris UC, un match perdu avec 0 point pour avoir quitté le terrain à Montélimar Paris UC devant Limoges (12-12 et 11-9) | 1. Racing Club de France 35 pts 2. SU Agen 34 pts 3. RC Toulon 33 pts 4. SC Angoulême 32 pts 5. Aviron Bayonne 27 pts 6. SC Graulhet 25 pts 7. US Tours 20 pts 8. UA Libourne 18 pts                                                         |
| 1. Stade Toulouse 38 pts 2. Stade Mont-de-Marsan 35 pts 3. SC Tulle 29 pts 4. Stade La Rochelle 28 pts 5. Boucau Stade 27 pts 6. Biarritz Olympique 25 pts 7. Saint-Jean-de-Luz Olympique 22 pts 8. Stade Nantes UC 20 pts | 1. Section Pau 36 pts 2. US Cognac 35 pts 3. AS Montferrand 31 pts 4. US Bergerac 31 pts 5. Stade Aurillac 26 pts 6. US Tyrosse 23 pts 7. SC Albi 22 pts 8. Stade Bordeaux UC 20 pts Montferrand devant Bergerac (3-3 et 9-0)                                                                                                  | 1. SC Mazamet 40 pts 2. FC Oloron 33 pts 3. CA Périgueux 30 pts 4. FC Auch 28 pts 5. US Carmaux 26 pts 6. AS Soustons 23 pts 7. Stade Niort 23 pts 8. Stade Bagnères-de-Bigorre 21 pts Soustons devant Niort pour les avoir battu deux fois. |
| 1. AS Béziers 37 pts 2. CS Vienne 36 pts 3. FC Grenoble 32 pts 4. RC Vichy 28 pts 5. US Côte Vermeille 25 pts 6. Valence Sportif 24 pts 7. AS Bort-les-Orgues 22 pts 8. La Voulte Sportif 20 pts | 1. Stadoceste Tarbes 38 pts 2. Castres Olympique 36 pts 3. RC Narbonne 33 pts 4. US Bourg-en-Bresse 31 pts 5. CO Le Creusot 25 pts 6. Lyon OU 23 pts 7. Céret Sportif 21 pts 8. US Métro Transports 17 pts | |

## Huitièmes de finale
Les équipes dont le nom est en caractères gras sont qualifiées pour les quarts de finale. 
À noter que deux équipes issues de la même poule ne peuvent s'affronter en huitièmes de finale. De ce fait Lourdes ne pouvant jouer contre Lavelanet, rencontrera Oloron.
| Équipe 1              | Équipe 2           | Résultat |
| --------------------- | ------------------ | -------- |
| FC Lourdes            | FC Oloron          | 15-0     |
| Racing club de France | Castres olympique  | 6-3      |
| US Cognac             | AS Béziers         | 5-0      |
| Stade toulousain      | SU Agen            | 3-0      |
| Stade montois         | USA Perpignan      | 3-0      |
| AS Roanne             | Stadoceste tarbais | 6-3      |
| Stade lavelanétien    | SC Mazamet         | 9-3      |
| Section paloise       | CS Vienne          | 6-3      |

## Quarts de finale
Les équipes dont le nom est en caractères gras sont qualifiées pour les demi-finales.
| Équipe 1           | Équipe 2              | Résultat |
| ------------------ | --------------------- | -------- |
| FC Lourdes         | Racing club de France | 15-12    |
| US Cognac          | Stade toulousain      | 6-3      |
| Stade montois      | AS Roanne             | 6-0      |
| Stade lavelanétien | Section paloise       | 8-6      |

## Demi-finales
| Équipe 1      | Équipe 2           | Résultat    |
| FC Lourdes    | US Cognac          | 19-3        |
| Stade montois | Stade lavelanétien | 11-9 (a.p.) |

## Finale
| Équipes        | FC Lourdes - Stade montois |
| Score          | 21 - 16 |
| Date           | 17 mai 1953 |
| Stade          | Stadium de Toulouse |
| Arbitre        | Marcel Vigneaux |
| Les équipes    | |
| FC Lourdes     | Eugène Buzy, André Abadie, Daniel Saint-Pastous, Louis Guinle, André Laffont, Jean Prat, Henri Domec, Thomas Manterola, François Labazuy, Antoine Labazuy, Jean-Roger Bourdeu, Roger Martine, Maurice Prat, Jean Estrade, Henri Claverie                                 |
| Stade montois  | Léonce Beheregarray, Pierre Pascalin, Robert Carrère, Jean Beloqui, Jean-Noël Brocas, Maurice Lestage, Georges Berrocq-Irigoin, Jacques Larrezet, Jean Darrieussecq, Gilbert Laussucq, Gérard Dagès, Claude Fontanié, André Boniface, Fernand Cazenave, Albert Bonnecaze |
| Points marqués | |
| FC Lourdes     | 5 essais par Manterola (2), Saint Pastous, Martine et Estrade, 3 transformations par Jean Prat |
| Stade montois  | 3 essais par Berrocq-Irigoin, Darrieussecq et Cazenave, 2 transformations et 1 drop de Berrocq-Irigoin |

Le Stade montois perd la finale après avoir mené 16-11 à cinq minutes de la fin du match.